# Flooder
Een flooder is een computerprogramma dat gebruikt wordt voor het inzetten van een DoS- of een DDoS-aanval. Het type DoS of DDoS dat hiermee wordt ingezet, is dat waarbij systeembronnen worden overbelast, uitgeput of gesatureerd. Flooders worden doorgaans gebruikt door computerkrakers.
In principe kan een DoS of DDoS met veel software die niet voor dat doel is gemaakt worden ingezet. Programma's zoals ping waarmee ICMP ping gebruikt kan worden om de connectiviteit van een systeem te controleren, kunnen ook worden gebruikt voor een DoS of DDoS. Flooders zijn echter specifiek gemaakt met als doel, een DoS of DDoS-aanval in te zetten door middel van het genereren van veel verkeer op een netwerk. Een voorbeeld van een flooder die ICMP ping op deze manier misbruikt, is Crazy Pinger. Er zijn flooders, die op verschillende manieren een DoS-aanval kunnen uitvoeren, zoals Some Trouble. Deze flooder kan behalve een DDoS met ICMP ping ook een mailbom veroorzaken, waarmee een systeem overspoeld kan worden met zeer veel mails. Hierdoor wordt de gewone mailverwerking verstoord of onmogelijk gemaakt. Net als Crazy Pinger en Some Trouble zijn Nemesis en Pantherz ook voorbeelden van flooders.
Verder zijn er flooders waarmee specifiek communicatiemiddelen zoals IRC en ICQ worden aangevallen. In deze categorie flooders vallen bijvoorbeeld ICQBomber, KillZone, CriminalMSN en IRCKill.